# Jiří Slavíček (spisovatel)
Jiří Slavíček (* 30. července 1942 Praha) je český spisovatel detektivek a románů.
Je pražským a letenským patriotem, řada z jeho děl se právě proto odehrává v oblasti Letné, Žižkova, Jarova, Vackova a Židovských pecí.
Autorův záběr sahá od detektivek, románů a povídek z období padesátých a šedesátých let, přes humoristické romány až po trilogii knížek pro děti. V posledních detektivních románech (Vánoční případ komisaře Pobudy, 3x c.k. policejní komisař Pobuda, Zločin v lázních Karlsbad, Případy c.k. policejního komisaře Pobudy) vystupuje hlavní postava c.k. policejního komisaře F.X.Pobudy.
Jiří Slavíček je držitelem Ceny Jiřího Marka pro nejlepší detektivní román, kterou obdržel v listopadu 2016 za knihu Zločin v lázních Karlsbad od AIEP -
České asociace autorů detektivní a dobrodružné literatury.